# John Caudwell
John David Caudwell, född 7 augusti 1952, är en brittisk entreprenör inom mobiltelefoni.
Under sitt tidiga yrkesliv arbetade Caudwell först för däcktillverkaren Michelin men senare drev han en livsmedelsaffär med sin dåvarande fru. Livsmedelsaffären blev dock ej tillräcklig lönsam, han startade, med sin bror Brian Caudwell, en bilverkstad samt en återförsäljare av begagnade bilar. År 1987 grundade bröderna mobiltelefonförsäljaren Midlands Mobile Phones. År 1993 grundade de även mobiloperatören Singlepoint medan i augusti 2003 blev det uppköpt av Vodafone för 405 miljoner brittiska pund. År 1994 hade Midlands Mobile Phones bytt namn till Phone 4U. I september 2006 såldes en majoritetsaktiepost i Phone 4U till riskkapitalbolagen Doughty Hanson & Co och Providence Equity Partners för 1,5 miljarder pund medan fem år senare sålde Caudwell och företagsledningen de resterande 25% till investmentbolaget BC Partners för 600–700 miljoner pund.
Den amerikanska ekonomitidskriften Forbes rankade Caudwell till att vara världens 1 081:a rikaste med en förmögenhet på tre miljarder amerikanska dollar för den 8 oktober 2021.
Caudwell äger superyachten Titania, som han köpte 2010 för 34 miljoner euro. Tidigare under det året köpte Caldwell även en annan superyacht i Capri I för omkring 30 miljoner dollar men sex år senare rapporterade nyhetsmedia om en försäljning av superyachten utan att nämna Caudwells namn.
Sedan 2015 är han partner med den före detta litauiska tävlingscyklisten Modesta Vžesniauskaitė, som har bland annat deltagit i de olympiska sommarspelen 2008 i Peking i Kina.